# SPV
SPV или SPE (от англ. special-purpose vehicle) — компания специального назначения, или «проектная компания», созданная для реализации определённого проекта или для определённой цели. SPV позволяет эффективно управлять отдельными бизнес-процессами, финансовыми потоками.
В настоящее время чаще используется в том же значении термин SPE — special-purpose entity.
Как правило, компании специального назначения (SPV), создаются для осуществления сделки и выступают в роли заемщика, приобретают определенные права собственности или обязательства. Эти компании учреждаются инициатором (бенефициаром) проекта. Это нужно, например, если в разных регионах проекты реализуются с варьируемым набором участников, в неодинаковых условиях: где-то фигурируют локальные соинвесторы, где-то сетевые компании и т. д. Всё это гораздо легче «вписать» в рамки деятельности специальной фирмы.
Обычно такая компания изначально дочерняя компания, создающаяся для реализации, как правило, одного инвестиционного проекта, для развития нового направления бизнеса, или для тех или иных временных задач. Чаще всего, 100 % собственником такой дочерней компании является материнская компания, однако в некоторых юрисдикциях требуется, наличие других собственников с долей не менее 3 %.
При ипотечном кредитовании под залог объекта недвижимости такая компания специального назначения — юридически несвязанная с организатором секьюритизации дочерняя компания, на баланс которой передаются секьюритизируемые активы: в случае такой сделки — права требований по ипотечным кредитам, обеспеченных залогом объектов недвижимости.
Основные цели создания SPV «проектной компании» можно как правило отнести к одной из трех групп:
- секьюритизация активов или кредитов,
- разделение рисков,
- конкурентные соображения, например связанные с передачей новой компании определенной интеллектуальной собственности, или же с освобождением новой компании от обязательств по старым контрактам (например лицензионным) и т. д.

К примерам конкурентных соображений такого рода можно отнести создание компаниями Intel и Hewlett-Packard SPV для разработки нового процессора Itanium. Этой компании были переданы основные права на интеллектуальную собственность при разработках. Основной целью было предотвратить возможности использования разработок конкурентами, например компанией AMD, у которой уже были определённые т. н. «предлицензионные» права, которые были приобретены ею ещё до вступления в проект компании Интел.
SPV может служить инструментом для целей налогового планирования, оптимизации налогообложения, защиты активов, привлечения инвестиций, конфиденциальности владения организацией. Такие цели могут быть достигнуты путём создания SPV в низконалоговой зоне (Кипр) или оффшорном государстве (Британские Виргинские острова), а также в респектабельной юрисдикции (Великобритания).